# Paul Rivier
Pour les articles homonymes, voir Rivier.
Paul Rivier est un homme d'affaires et entrepreneur français né le 7 octobre 1940 en Isère, dans le Dauphiné. Il a été président-directeur général de Tefal et Calor puis directeur général du Groupe SEB.

## Biographie

### Jeunesse et formation
Paul Rivier est issue d'une famille modeste[réf. souhaitée]. Il obtient son Brevet d'Étude (BEPC) à 14 ans. Il arrête alors l'école afin d'aider son père aux travaux de la ferme. N'étant pas fait pour ce travail, il devint ensuite apprenti maçon grâce au réseau de ce dernier, puis ouvrier mécanicien. À 18 ans, il effectue son service militaire en Algérie.
Il passe un CAP d'ajusteur à 23 ans et le CAP de dessinateur industriel l'année suivante dans l'entreprise Gindre-Duchavany. Il entre au Conservatoire national des arts et métiers (CNAM) de Lyon. Il y apprend à écouter l'avis des autres. En 2018, il déclare « Réussir ensemble est un bonheur et un moteur pour conduire des offensives ».

### Groupe SEB

#### Tefal et Calor
Il intègre Tefal en 1970 en tant que chef de service technique et effectue du dessin technique. Quelques années plus tard, il en devient le directeur technique.
En 1976, il est nommé directeur général. Trois ans plus tard, il en devint président-directeur général, puis de Calor en 1989 et remplira ces fonctions jusqu'en 1993. En dix ans, Paul réussit à tripler le nombre d'employés en embauchant près 100 à 150 personnes par an. Ses prises de risque sont justifiées mais personne ne lui suit quand il veut développer la téléphonie mobile et la domotique.
À la direction de Tefal, il inclut le personnel dans la gestion de l'entreprise. Par exemple, il a diffusé des informations stratégiques au personnel et a fait cosigner des brevets de l'entreprise avec des ingénieurs et des ouvriers. En 1990, Tefal réalise 1,8 milliard de francs de chiffre d'affaires, soit une augmentation de 50 % en deux ans. Il redistribue 84,6 millions de francs aux 1 700 employés.

#### Direction du groupe
En 1994, le Groupe SEB subit des changements internes dans son organisation et Paul est nommé directeur général. Il démissionne en 1999 après son opposition à la fermeture des deux plus anciennes usines de Calor. 

### Après SEB
Il préside l'ANPE dans la région Rhône-Alpes de 1998 à 2008. En parallèle, il préside l'Institut national des sciences appliquées (INSA) de Lyon.
Il a été PDG de TV8 Mont-Blanc de 2000 à 2013.

## Distinctions
- Chevalier de la Légion d'honneur